# Ponte Intercontinental da Paz

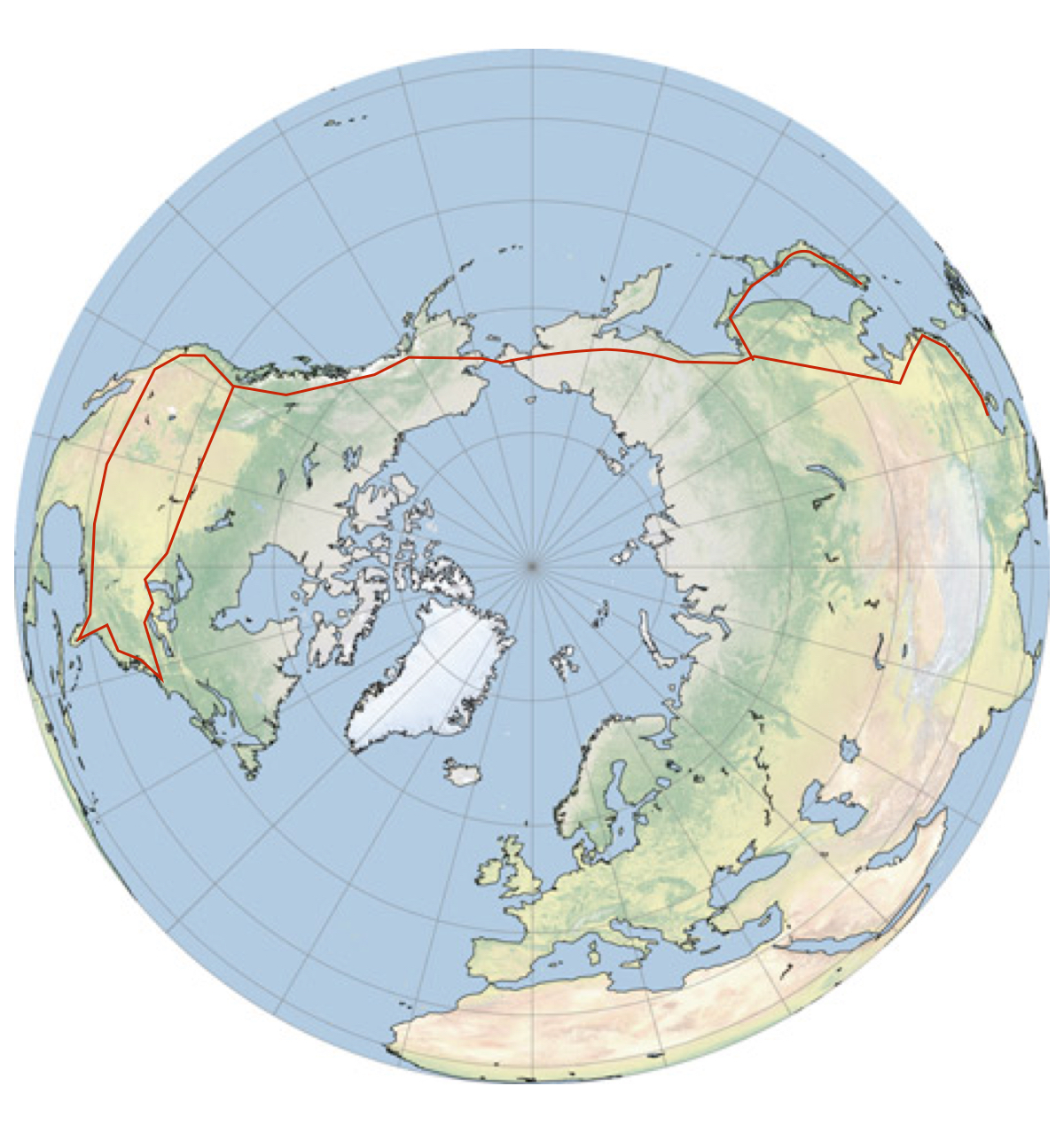
Vista do Polo Norte do Estreito de Bering

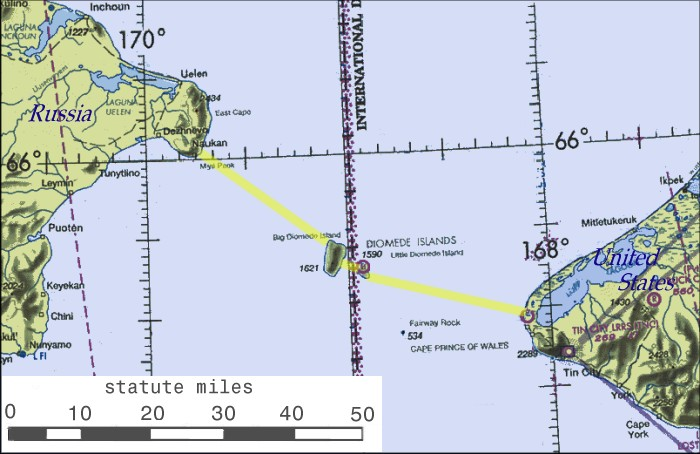
Projeto da Ponte Intercontinental da Paz

A Ponte Intercontinental da Paz é um projeto para construir uma ponte sobre o Estreito de Bering, entre a América (Alasca) e a Ásia (Extremo Oriente Russo), passando pelas Ilhas Diomedes, para ligar os dois continentes .
O projeto ainda não foi aprovado e é tecnicamente difícil devido às profundidades do estreito, variando de 30 a 50 metros. Há também a sugestão de fazer um túnel no estreito, o que poderia de forma alternativa cumprir o propósito de estabelecer uma comunicação intercontinental. Nesse caso, a profundidade não seria um empecilho; para comparar, o ponto mais baixo do Eurotúnel se encontra 75 metros abaixo do nível do mar.
O projeto da ponte continua em desenvolvimento. Se for aprovado, terá início no Alasca e terá cerca de 80 quilômetros.

## História

### Século XIX
O conceito de uma conexão terrestre que atravessa o Estreito de Bering remonta antes ao século XIX. William Gilpin, primeiro governador do Território do Colorado, imaginou uma vasta "Ferrovia Cosmopolita" em 1890 ligando o mundo inteiro através de uma série de ferrovias.
Dois anos depois, Joseph Strauss, que projetou mais de 400 pontes e serviu como engenheiro de projeto da ponte Golden Gate, apresentou a primeira proposta de ponte ferroviária do estreito de Bering em sua tese. O projeto foi apresentado ao governo do Império Russo, mas foi rejeitado.

### Século XX
Um sindicato de magnatas da ferrovia americana propôs em 1904 (por meio de um porta-voz francês) uma ferrovia siberiano-do Alasca de Cape Prince of Wales no Alasca por um túnel sob o Estreito de Bering e através do nordeste da Sibéria até Irkutsk através do cabo Dezhnev, Verkhnekolymsk e Yakutsk. A proposta era de um arrendamento de 90 anos e direitos minerais exclusivos por 13 quilômetros de cada lado da faixa de passagem. Foi debatido pelas autoridades e finalmente recusado em 20 de março de 1907.
O czar Nicolau II aprovou um túnel (possivelmente a proposta americana acima) em 1905.  Seu custo foi estimado em US $ 65 milhões e US $ 300 milhões, incluindo todas as ferrovias.